# Tromatobia tricolor
Tromatobia tricolor là một loài tò vò trong họ Ichneumonidae.